# Pampa Tambo (Puna)
Pampa Tambo ist eine Ortschaft im Departamento Potosí im Hochland des südamerikanischen Andenstaates Bolivien.

## Lage im Nahraum
Pampa Tambo liegt in der Provinz José María Linares und ist eine Ortschaft im Cantón Otavi im Municipio Puna. Die Ortschaft liegt auf einer Höhe von 3402 m an einem rechten Zufluss des nach Norden fließenden Río Calala, der über den Río Mataca zum Río Pilcomayo fließt, dem längsten Nebenfluss des Río Paraguay.

## Geographie
Pampa Tambo liegt am südlichen Ende der Anden-Gebirgskette der Cordillera Central. Das Klima der Region ist ein typisches Tageszeitenklima, bei dem die mittleren Temperaturunterschiede im Tagesverlauf deutlicher ausfallen als im Jahresverlauf.
Die Jahresdurchschnittstemperatur in der Region beträgt etwa 17 °C (siehe Klimadiagramm Betanzos), die Monatswerte schwanken nur unwesentlich zwischen 14 °C im Juni/Juli und 19 °C von November bis Januar. Die jährliche Niederschlagsmenge liegt bei knapp 500 mm, die Monate Mai bis September sind arid mit Monatswerten unter 15 mm, nur im Januar wird ein Niederschlag von 100 mm erreicht.

## Verkehrsnetz
Pampa Tambo liegt in einer Entfernung von 80 Straßenkilometern südöstlich von Potosí, der Hauptstadt des Departamentos.
Von Potosí aus führt die insgesamt 1215 Kilometer lange asphaltierte Nationalstraße Ruta 1 nach Süden über Cuchu Ingenio und Tres Cruces vorbei an Vilamani und weiter nach Tarija und Bermejo an der argentinischen Grenze. Fünf Kilometer südlich von Vilamani zweigt eine Landstraße in nordöstlicher Richtung von der Ruta 1 ab und erreicht Pampa Tambo nach drei Kilometern.

## Bevölkerung
Die Einwohnerzahl der Ortschaft ist in dem Jahrzehnt zwischen den beiden letzten Volkszählungen um etwa ein Fünftel angestiegen:
| Jahr | Einwohner         | Quelle       |
| ---- | ----------------- | ------------ |
| 1992 | keine Detaildaten | Volkszählung |
| 2001 | 66                | Volkszählung |
| 2012 | 80                | Volkszählung |
| 2024 |                   | Volkszählung |

Die Region weist einen hohen Anteil an Quechua-Bevölkerung auf, im Municipio Puna sprechen 99 Prozent der Bevölkerung Quechua.